# STS-77
STS-77 — космический полёт MTKK «Индевор» по программе «Спейс Шаттл». Это 77-й старт в рамках программы и 11-й космический полёт Индевора. Запуск произведён 19 мая 1996 года. В программу полёта входило проведение микрогравитационных экспериментов в коммерческом лабораторном модуле «Спейсхэб-4», развёртывание экспериментальной надувной антенны IAE, испытание новой системы ориентации на автономном спутнике PAMS/STU. Астронавты провели в космосе около 10 дней и благополучно приземлились на Авиабазе Эдвардс 29 мая 1996 года.

## Экипаж
- (НАСА): Джон Каспер (John Howard Casper) (4)[3] — командир;
- (НАСА): Кёртис Браун (Curtis Lee Brown) (3) — пилот;
- (НАСА): Энди Томас (Andrew S. Thomas) (1) — специалист полёта 1;
- (НАСА): Дэниел Бурш (Daniel Wheeler Bursch) (3) — специалист полёта 2;
- (НАСА): Марио Ранко (Mario Runco) (3) — специалист полёта 3;
- (ККА): Марк Гарно (Joseph Jean-Pierre Marc Garneau) (2) — специалист полёта 4.

## Параметры полёта
- Вес: 15 250 кг (полезная нагрузка)
- Перигей: 241 км
- Апогей: 241 км
- Наклонение: 39,0°
- Период обращения: 89,7 мин